# Contea di Yiyuan
La contea di Yiyuan (沂源县S, Yíyuán XiànP) è una contea della Cina, situata nella provincia dello Shandong e amministrata dalla prefettura di Zibo.